# Terra Mater Factual Studios
Terra Mater Factual Studios ist eine Kino-, TV-, Doku- und Multimedia-Produktionsfirma mit Sitz in Wien.  

## Geschichte
Terra Mater Factual Studios wurde am 1. Januar 2011 in Wien gegründet und ist eine Tochterfirma von Red Bull. Zum Team gehören die ehemaligen Produzenten von Universum und die Natural History Unit vom ORF. Terra Mater Factual Studios spezialisiert sich auf die Produktion und den Vertrieb von Kino-, TV-, Doku- und Multimedia-Produktionen. Die von Terra Mater Factual Studios produzierten Dokumentationen wurden mehrfach ausgezeichnet.

## Filmografie (Auswahl)
- Among Wolves (Entre Lobos)
- Wie Brüder im Wind
- Harodim
- The Ivory Game: Das Elfenbein-Komplott
- MindGamers
- Supersapiens
- Terra Mater
- SCIENCE™
- Sea of Shadows[6]

## Auszeichnungen (Auswahl)
- für The Ivory Game: Das Elfenbein-Komplott
  - Gewinner Cinema for Peace Award 2017
  - Gewinner International Green Film Award 2017
  - Gewinner Wildscreen Festival Panda Award 2016[7]
  - Nominiert Satellite Awards Best Motion Picture, Documentary 2016
  - Shortlist Oscar 2016[8]